# Helene Bøksle
Helene Bøksle (Mandal (gemeente), 1 april 1981) is een Noorse zangeres en actrice. Zij stond reeds op het podium met zangers zoals Bjørn Eidsvåg, David Urwitz en de Noorse winnaars van het Eurovisiesongfestival 1995 Secret Garden. Haar muziek bestaat uit een combinatie van traditionele Noorse folk en popmuziek.

## Discografie
- 2006: Elverhøy
- 2008: Age of Conan: Hyborian Adventures (spelmuziek)
- 2009: Morild
- 2009: Det hev ei rose sprungen
- 2010: Det hev ei rose sprungen (nieuwe versie van het album uit 2009, met bonus tracks)
- 2011: Mitt lille land, met andere artiesten

- Bibsys: 5075949
- Gemeinsame Normdatei: 136799205
- International Standard Name Identifier: 0000 0003 6510 7119
- Library of Congress Control Number: no2013073996
- MusicBrainz: 1e8716b9-cd23-4f37-b73b-895c0d3681c7
- Virtual International Authority File: 229788953
- WorldCat: E39PBJkCYJJWp6D8YR4rRkb68C